# Seznam potresov v Sloveniji
Seznam potresov v Sloveniji zajema najmočnejše potrese v zgodovini ozemlja današnje Slovenije.

## Seznam

### 14. stoletje
- veliki koroški potres 1348

### 16. stoletje
- potres na Idrijskem 1511

### 19. stoletje
- potres v Ljubljani 1895

### 20. stoletje
- potres v Brežicah 1917
- potres v Ilirski Bistrici 1956
- potres na Litijskem 1963
- potres na Kozjanskem 1974
- potres v Posočju 1976
- potres pod Storžičem 1977
- potres v Savinjski dolini 1982
- potres v Ilirski Bistrici 1995
- potres v Zgornjem Posočju 1998

### 21. stoletje
- potres v Zgornjem Posočju 2004